# Каскахарес-де-ла-Сьєрра
Каскахарес-де-ла-Сьєрра (ісп. Cascajares de la Sierra) — муніципалітет в Іспанії, у складі автономної спільноти Кастилія-і-Леон, у провінції Бургос. Населення — 33 особи (2010).
Муніципалітет розташований на відстані близько 180 км на північ від Мадрида, 39 км на південний схід від Бургоса.

## Демографія
Динаміка населення (INE ):

## Галерея зображень

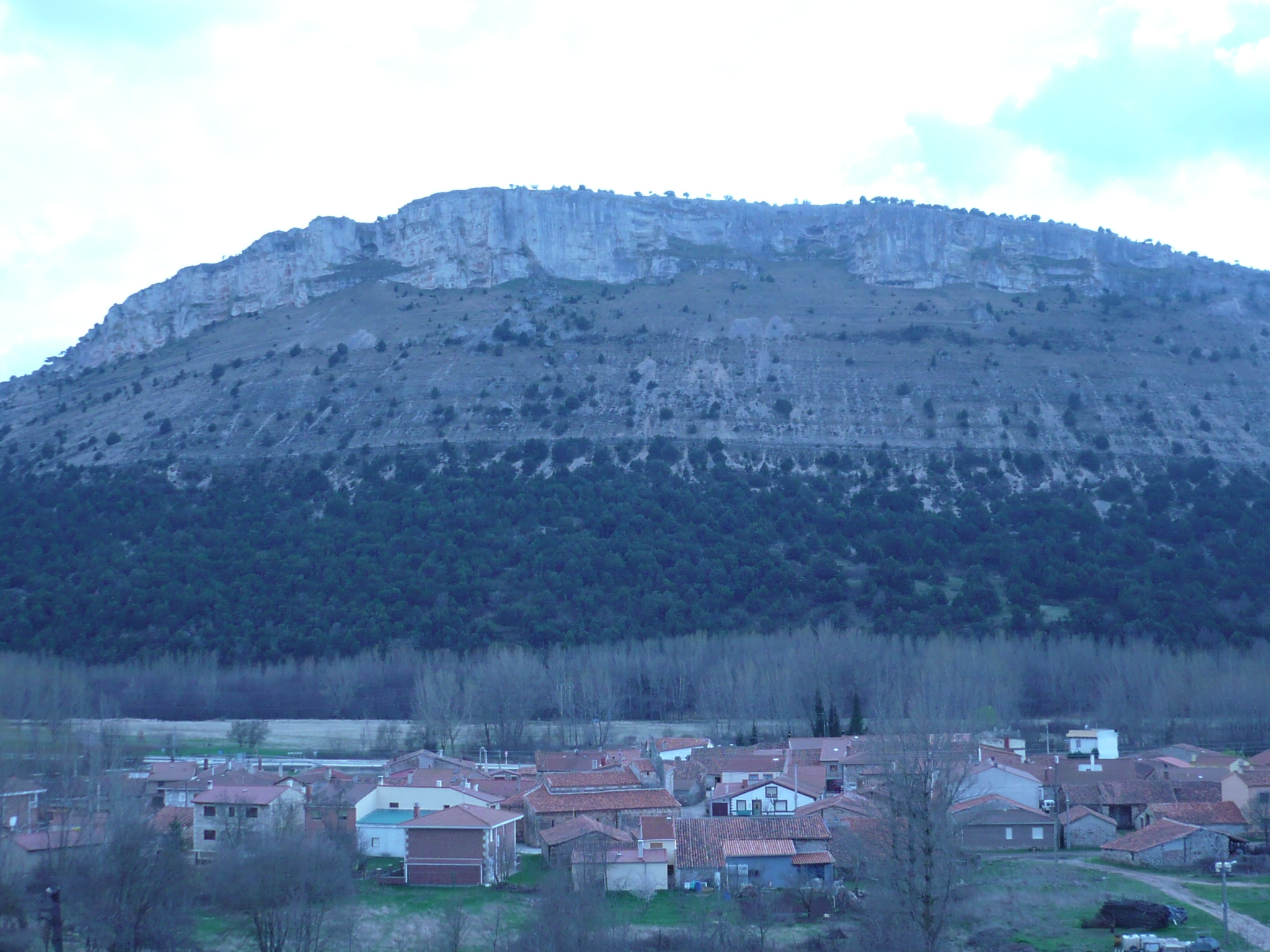
Панорама